# Ruta de Illinois 90
La Ruta de Illinois 90, y abreviada IL 90 (en inglés: Illinois Route 90) es una carretera estatal estadounidense ubicada en el estado de Illinois. La carretera inicia en el oeste desde la IL 78     en Laura hacia el este en la IL 40     en Edelstein. La carretera tiene una longitud de 25,4 km (15.80 mi).

## Mantenimiento
Al igual que las autopistas interestatales, y las rutas federales y el resto de carreteras estatales, la Ruta de Illinois 90 es administrada y mantenida por el Departamento de Transporte de Illinois por sus siglas en inglés IDOT.

## Cruces
La Ruta de Illinois 90 es atravesada principalmente por la  IL 91     en Princeville.